# Oksalna kislina
Oksalna kislina je organska spojina s formulo H2C2O4. Ta brezbarvna kristalna čvrsta snov je dikarboksilna kislina, ki se raztaplja v vodi. Za primerjavo, je približno 3.000 krat močnejša od ocetne kisline. Oksalna kislina je reducent. Njena konjugirana baza, poznana kot oksalat (C2O2−
4), je sredstvo za kelatizacijo kovinskih kationov. Oksalna kislina se običajno pojavlja kot dihidrat s formulo H2C2
O4·2H2O. Soli oksalne kisline se imenujejo oksalati.
Zaužitje oksalne kisline skozi kožo ali oralno je nevarno.

## Priprava
Oksalna kislina se večinoma proizvaja z oksidacijo ogljikovih hidratov (karbohidratov) ali glukoze, z uporabo dušikove kisline ali zrakom v prisotnosti vanadijevega pentoksida. Vrsta predhodnih sestavin se lahko uporablja skupaj z glikolno kislino in etilen glikolom. Novejša metoda je sestavljena iz oksidativne karbonilacije alkohola, pri kateri nastajajo diestri oksalne kisline:
4ROH + 4CO + O2→ 2(CO2R)2 + 2H2O
Ti diestri nato hidralizirajo v oksalno kislino. Letno se proizvede okrog 120.000 ton oksalne kisline.

### Laboratorijske metode
Oksalno kislino je mogoče pripraviti v laboratoriju z oksidacijo saharoze z dušikovo kislino, v prisotnosti vanadijevega pentoksida kot katalizatorja. Hidratni kristali lahko dehidrirajo s segrevanjem ali z azeotropno destilacijo.
Zgodovinsko pomembno je bila Wohlerjeva priprava oksalne kisline s hidrolizo cianogena leta 1824. Ta poskus predstavlja prvo sintezo naravnega produkta.

## Struktura
Anhidratna oksalna kislina obstaja v obliki dveh polimorfov. V enem ima vodikova vez verižno strukturo, v drugih pa ploščato strukturo. Ker je anhidridna snov tako kisla in hidrofilna (potrebuje vodo), se uporablja pri zaestrenju.

## Reakcije
Oksalna kislina je dokaj močna kislina, kljub temu, da je karboksilna kislina:
C2O4H2 →  C2O4H- + H+ , pKa = 1,27
C2O4H- → C2O2−
4 + H+ ,  pKa = 4,27
Oksalna kislina je podvržena veliko reakcijam, značilnih za druge karboksilne kisline. Tvori estre, kot so dimetil oksalat (mp 52,5-53,5 °C). Tvori pa tudi oksalil klorid. Oksalat, konjugirana baza oksalne kisline, je odličen ligand za kovinske ione, na primer zdravilo oksaliplatin.
Oksalna kislina in oksalati se lahko oksidirajo s permanganatom v avtokatalitične reakcije.

## Prisotnost

### Biosinteza
Vsaj dva načina obstajata za encim, posredovan s tvorbo oksalata. V prvem načinu, oksalaceta, sestavni del ciklusa citronske kisline Krebs, hidrolizira v oksalat in  ocetno kislino z encimom oksalocetata.
[O2CC(O)CH2CO2]2- + H2O → C2O2−
4 + CH3CO−
2
To izhaja tudi iz hidrogenizacije glikolne kisline, ki je proizvedena s presnovo etilenglikola.

### Prisotnost v hrani in rastlinah
Kalcijev oksalat je najbolj pogosta sestavina ledvičnih kamnov.  Zgodnji raziskovalci so izolirali oksalno kislino od lesne kislice (oxalis). Njena prisotnost je nevarna za uživanje nezrele karambole ali monstera sadja. Špinača vsebuje veliko oksalatov, kot je kislica. Rabarbarini listi vsebujejo približno 0,5% oksalne kisline in Arisaema triphyllum vsebuje kalcijeve oksalatne kristale. Bakterija proizvaja oksalate od oksidacije karbohidratov.

### Ostalo
Oksidirani bitumen ali bitumen, ki je izpostavljen gama žarkom, vsebuje tudi oksalno kislino med svojo razgradnjo produktov. Oksalna kislina lahko poveča izpiranje radionuklidov, pogojenih v bitumnu za radioaktivne odpadke.

## Biokemija
Konjugirana baza oksalne kisline (oxalate) je kompetitivni zaviralec v laktatu encima dehidrogeneze. LDH katalizira pretvorbo piruvata do mlečne kisline (končni produkt fermentoze), je anaerobični proces,  hkrati oksidira koencim NADH v NAD+ in H+. Obnavljanje ravni NAD+ je bistvenega pomena za nadaljevanje anaerobne presnove energije preko glikolize. Ker rakave celice prednostno uporabljajo anaerobno presnovo, je zaviranje LDH pokazalo, da zavira nastanek tumorjev in rast, kar je zanimiv potencialni potek zdravljenja raka.

## Uporaba
Oksalna kislina in njene soli - oksalati se uporabljajo kot belilo in kot sredstvo za odstranjevanje madežev, ter za sintezo barvil. Še posebej dobra je za odstranjevanje rje (v vodi topna sol z železovim ionom). V domačem okolju jo najdemo v sredstvih za dezinfekcijo, belilih, tekočinah za čiščenje kovin in tekočinah za poliranje pohištva. V majhnih količinah jo najdemo v živalskem in človeškem urinu. V obliki soli je tudi v rastlinah. Še posebno veliko jo je v rabarbari, špinači, peteršilju in drobnjaku, majhno količino oksalne kisline najdemo tudi v medu. Ta kislina je zelo učinkovito sredstvo za zdravljenje čebel, vendar je lahko zanje tudi ob neprimerni uporabi nevarna. Izhlapelo oksalno kislino ali 3,2% raztopino oksalne kisline v sladkornem sirupu nekateri čebelarji uporabljajo kot miticide proti parazitskim pršicam varoe. Z oksalno kislino se lahko podrgne tudi po kipih iz marmorja za tesnenje površine in povrne sijaj.Oksalna kislina se uporablja tudi v fizikalni metalurgiji (pomemben reagent). Hidrirani oksalati lantanoidov tvorijo takoj zelo kislo raztopino v gosto, kristalni, preprosto filtrirani obliki, v veliki meri niso kontaminirani z elementi stranske skupine lantanoidov. Termična razgradnja teh oksalatov daje okside, ki so najpogosteje tržena oblika teh elementov.

## Nevarnosti
Nevarnost oksalne kisline: najnižji objavljen smrtni odmerek pri ljudeh je 600 mg/kg. Ključna nevarnost oksalne kisline za človeka je, zaradi padca kalcijevega oksalata v ledvicah, ko postane urin prenasičen s to soljo (povzroča usedanje trdnih kalcijevih oksalatov, ki so glavna sestavina ledvičnih kamnov). Oksalna kislina lahko povzroči tudi bolečine v sklepih, zaradi podobnega nastajanja usedlin v sklepih. Oksalna kislina je tudi produkt pri presnovi razgradnje etilen glikola. Če ga pomotoma zaužijete, tako neposredno predstavlja nevarnost za ledvice (v primeru zastrupitve z glikolom).

## Vsebnost v prehrambenih izdelkih
Tabela je bila prvotno objavljena v Agriculture Handbook No. 8-11, Vegetables and Vegetable Products, 1984.
| Zelenjava       | Oksalna kislina (g/100g) |
| --------------- | ------------------------ |
| Amarant         | 1.09                     |
| Beluši          | .13                      |
| Fižol           | .36                      |
| Blitva          | .61                      |
| Brokoli         | .19                      |
| Brstični ohrovt | .36                      |
| Zelje           | .10                      |
| Korenje         | 0.50                     |
| Kasava          | 1.26                     |
| Cvetača         | .15                      |
| Zelena          | .19                      |
| Radič           | .21                      |
| Drobnjak        | 1.48                     |
| Koriander       | .01                      |
| Sladka koruza   | .01                      |
| Kumare          | .02                      |
| Jajčevci        | .19                      |
| Endivija        | .11                      |
| Česen           | .36                      |
| Ohrovt          | .02                      |
| Solata          | .33                      |
| Bamija          | .05                      |
| Čebula          | .05                      |
| Peteršilj       | 1.70                     |
| Pastinak        | .04                      |
| Grah            | .05                      |
| Beli poper      | .04                      |
| Krompir         | .05                      |
| Tolščak         | 1.31                     |
| Redkev          | .48                      |
| Rutabaga        | .03                      |
| Špinača         | .97                      |
| Sladki krompir  | .24                      |
| Paradižnik      | .05                      |
| Repa            | .21                      |
| Vodna kreša     | .31                      |
| Zelena repa     | .05                      |